# 高倉徳太郎

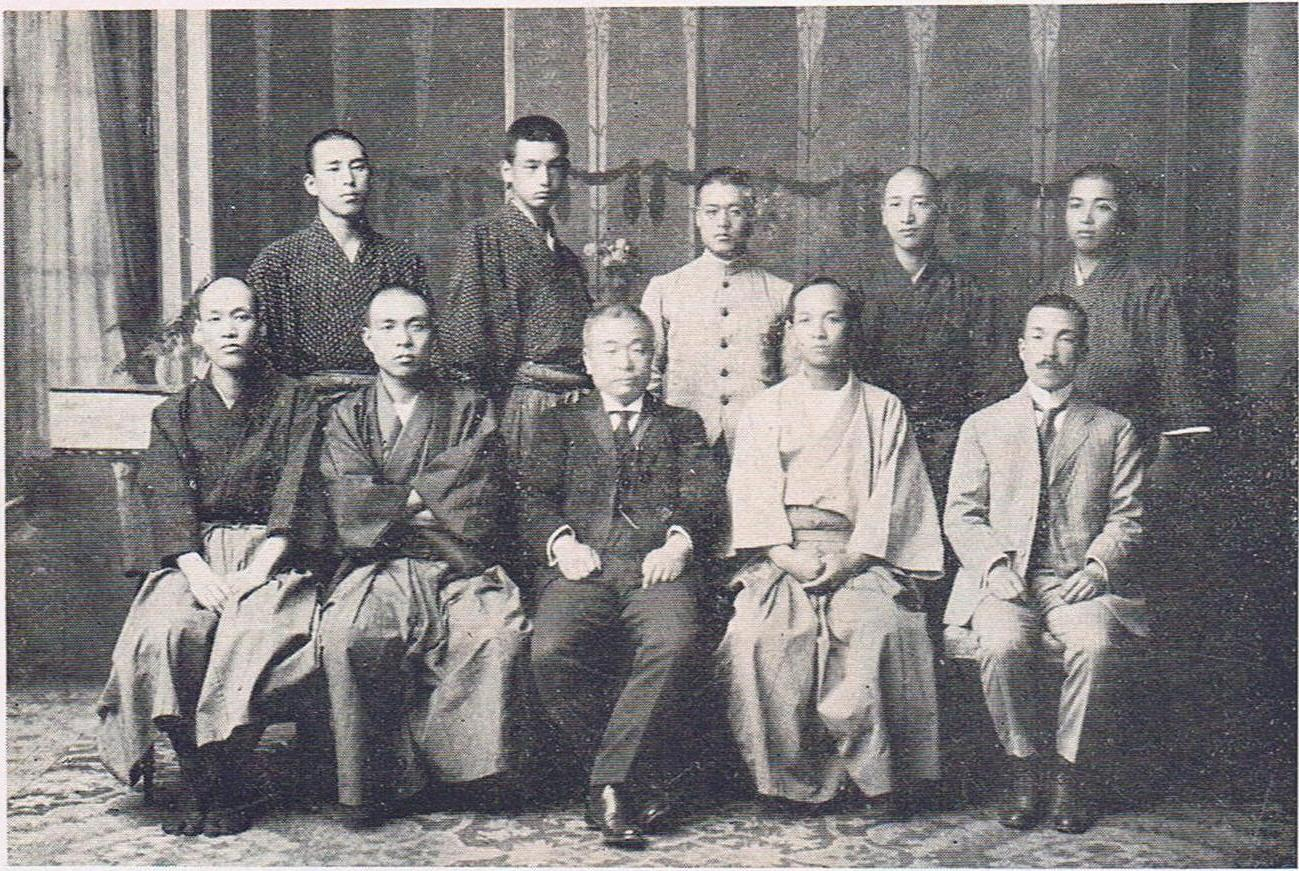
後列中央、征矢野晃雄、前列、高倉徳太郎、植村正久、金井為一郎（右から2人目）、斎藤勇、1912年あるいは1913年の夏の山上寮員

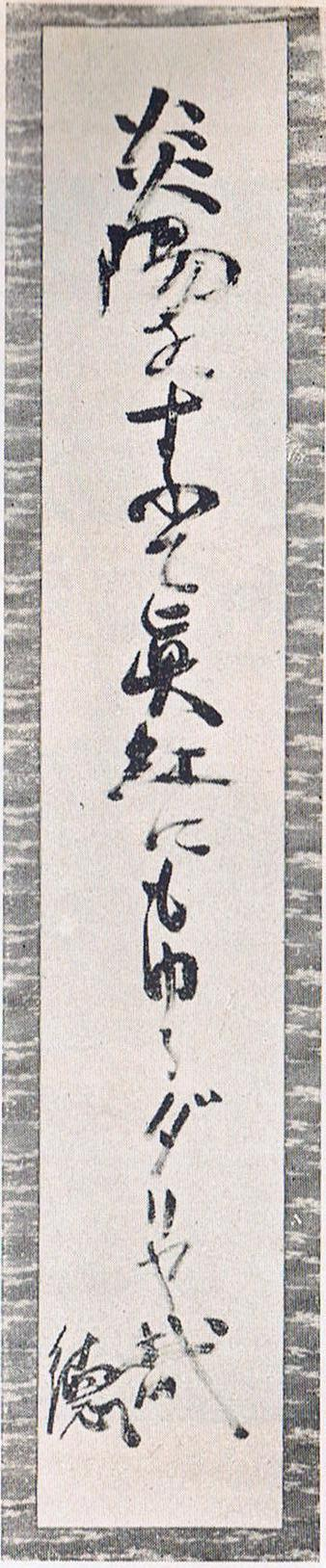
俳句「炎陽をすふて真紅にもゆるダリヤかな」1929年8月

高倉 徳太郎、（たかくら とくたろう、1885年4月23日 - 1934年4月3日）は、日本基督教会の神学者、牧師。植村正久の後継者。

## 生い立ち
京都府何鹿郡綾部町字南西町101番地に生まれる。父は高倉平兵衛、母はさよ。平兵衛の養蚕の仕事による不在と、夫のキリスト教信仰のために、母さよは夫と子供を棄てた。そのとき徳太郎は5歳だった。

## 学生時代
1903年9月金沢の四高（現金沢大学）に入学し、西田幾多郎の三々塾に入り、1906年6月卒業。「最も愛すべきものは自己なり」と書いた。
綾部の日本組合基督教会牧師の次女内田光恵に恋愛感情を持ち、結婚を考えるようになる。この少女は綾部一の麗貌だった。やがて婚約式を挙げたが、裕福な商家の長男で秀才の誉れ高く、外交官、政治家としての将来を嘱望されていた高倉が、立身出世の望みを捨てて牧師になろうとしたとき、貧乏牧師の妻にはさせないという光恵の母から婚約を破棄された。
1906年12月23日のクリスマス礼拝の日、富士見町教会にて植村正久牧師から受洗。植村牧師から十字架の説教を聞いた高倉は、「讃美歌81番を歌った。私は歌って行くうちに泣けて仕方がなかった。殊に『十字架の上よりさし来る光、踏むべき道をば照らして教う。』というところに来て、十字架の救いが本当に魂の奥に徹したように感じた。キリストの十字架さえあれば何も要らないと思うたのであった。」 だが、その後に十字架の救い、キリストの神性、神の存在を疑い、自我の問題に苦しんだ。同年東京帝国大学に入学するが中退、1908年東京神学社神学専門学校に入学し、1910年6月卒業。卒業論文はフリードリヒ・シュライアマハーの宗教論。1910年志願兵として入営し、1911年11月除隊。

## 牧会伝道
神学校卒業後に富士見町教会伝道師となる。神学社の校長植村正久より聴講に入っていた世良専子を紹介され、1912年（明治45年）5月2日植村牧師の司式により専子と結婚。世良家は公卿の家柄だった。1912年12月29日に按手礼を受ける。東京神学社で教鞭をとる。
その後1921年（大正11年）-1924年（大正13年）にかけて留学し、エディンバラ大学、オックスフォード大学で神学研究。日本に帰国後、植村の後を継いで東京神学社校長。高倉牧師は富士見町教会のブルジョワ的体質を激しく批判した。
1924年（大正13年）6月1日に始まった家庭集会から、戸山教会（現日本基督教団信濃町教会）を創立した。戸山教会には多くの青年、学生が集い、卓越した説教者である高倉牧師の説教に耳を傾けた。
1925年（大正14年）1月8日の植村正久牧師の召天後、後継者問題から富士見町教会にて分裂騒動がおき、1927年富士見町教会より戸山教会に約100人が転会する。「福音新報」は「富士見町教会員の決裂」と題する記事を載せて高倉徳太郎牧師らを非難し、無教会主義者らに凱歌を挙げさせたくないと書いた。内村鑑三はその心配は杞憂であるとし、今回の不幸に対して凱歌を挙げる存在がいるとすれば、教派を同じくする日本基督教会の内部にいると書いた。小野村林蔵牧師は、高倉徳太郎とその弟子たちに対して激怒し、東京神学社の神学生は誰一人北海道に入れないと公言した。内村の後継者と目された藤井武は、富士見町教会を批判した。戸山教会は1930年9月信濃町教会となる。
1930年（昭和5年）東京神学社は明治学院神学部と合併し日本神学校になる。校長は川添万寿得で、高倉が教頭に就任する。桑田秀延、植村環らが教師になる。
その後1932年（昭和7年）に校長となったが、多忙を極めうつ病を発症し、1934年（昭和9年）4月3日自宅にて自殺する。墓所は多磨霊園（11-1-16-17）

## 神学
高倉の神学は、植村正久から連続するものである

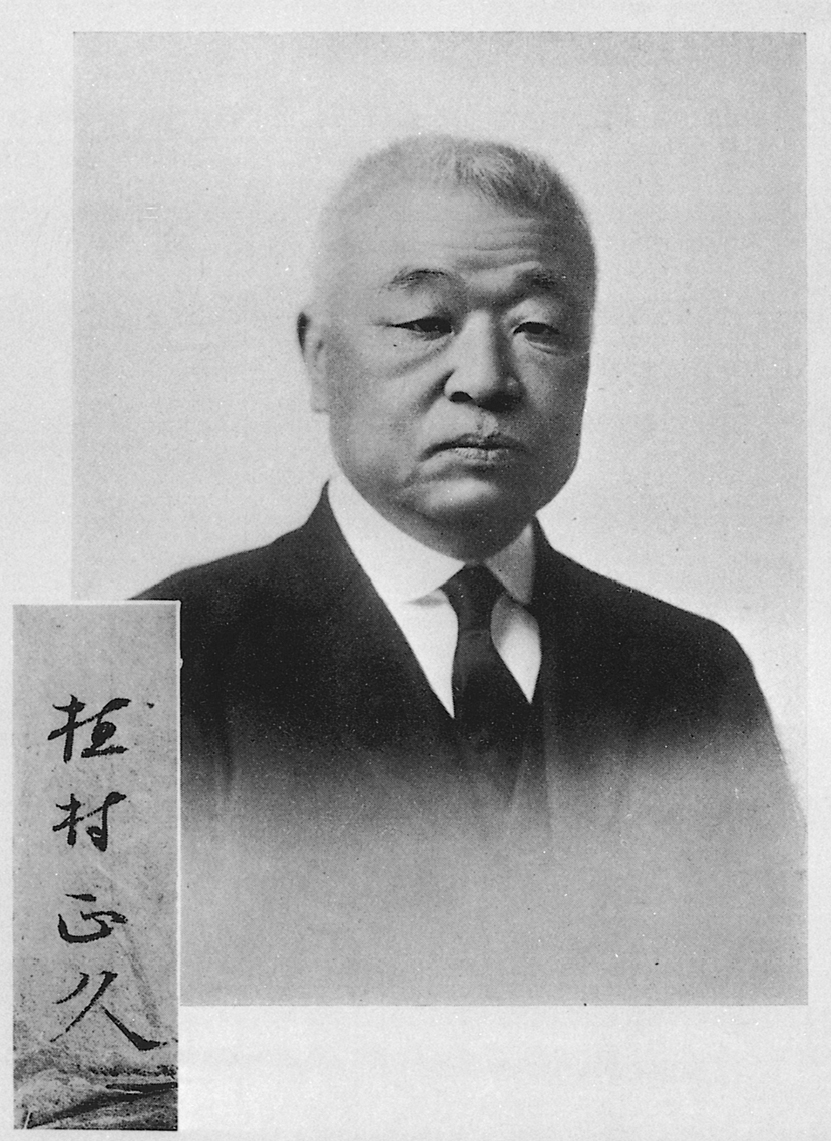
植村正久

。彼は植村と同様に、聖書の無誤性を否定し、「我らは聖書のゆえにキリストを信ぜず、聖書においてキリストを見出せし故に聖書を信ずる」というマルティン・ケーラーに同意した。
「聖書は神に関して我らに教える書ではなく、活ける神そのものに直面せしめ、その実在にまのあたりふれしめる書である。聖書において我らに迫り来る神は絶対他者としての活ける神、我らの罪をさばくことによって、これを赦したもう聖なる父である。聖書は神に関する真理を観照せしめるよりも、むしろ活ける贖いの神そのものを罪ある我らに経験せしめるものである。聖書において真に神を知るとは、罪ゆるされて、神との交わりに入ることにほかならない。かかる意味で聖書は神の言葉である。」
「預言者や使徒をして神の言を語らしめし同じ御霊が、現在の我らを導きて、聖書に於いて神の言を確信せしめるのである。生まれながらの人にとっては、聖書の言は単に人の言であって、とくに之を神の言と認めることは出来ない。御霊の導とあつき祈祷のみ、人の手となりし聖書を、同時に神の書としてあがめしめるのである。」
植村の教会主義に対しては高倉はより個人的な傾向を持っていた。高倉は恩寵を神学的に明確にしたといわれ、「日本の神学史においては、一つの新しい到来」と評される。処女作『恩寵の王国』では、自我の問題と神の恩寵が語られている。
「顧みて私は自我に醒め、自我にさいなまれてここまでやって来た。私は生来ほんとうに遅鈍で、意気地なしである、重い足を引きずってようやく恩寵の殿まで辿りついた。私のようなものでも、否、私のような醜い弱いものだから、キリストは手をとって恩寵の殿に手引きして下さるのである。」「まだまだ私は恩寵の王国の民とはなり切っていない。しかし衷心の願いは、主の恵みが私の魂の底まで染み通ることである。どうかもっともっと深刻な恩寵の体験をさずけられたいと祈ってやまぬ。」
「この窮せる自我に活路を与え、新天地にこれを飛躍せしめるものは、恩寵をほかにしては断じてないと私は確信する。」

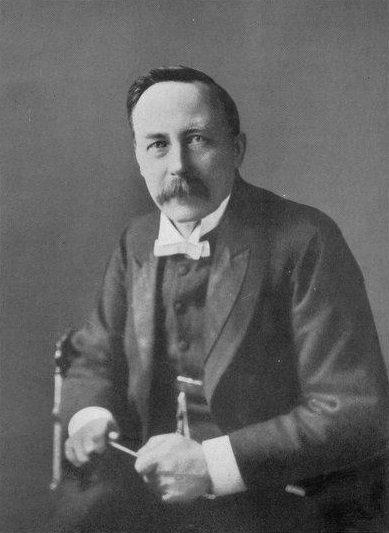
フォーサイス

高倉はカール・バルト以前のバルトといわれたピーター・フォーサイスの神学の感化を受けた。
富士屋の3階でフォーサイスの著書に沈潜し、福音主義の本質を彼によって力強く鮮明にされ、プロテスタント教会の意義と教会と神学との因縁の重大なる所以をつかむことを教えられた。歴史的信仰によって立つ教会のあるところに、神学はあるのであり、フォーサイスは、『教会及び国家における神学』の序文に「神学なきところ教会なし」と云っている。今の日本のキリスト教会においては弱弱しいセンティメンタリズム、浅薄なユーチリタリアニズムが横行して神学の真の意義が認められていない。真の神学のないところに、実は力強い信仰もないのである。
高倉は教会の純粋性を求めようとし、戸山教会とともに高倉の信仰は進展した。
「要するに教会の問題は量にあるのでなく質にあるのである。教会はいくら量において増していっても質において失敗であるなら、始めからやり直すべきものと信じる。現代の祖国において神の求め給う教会は、分量においてでなく、信仰の素質において純なる教会であると思う。キリストとその十字架の贖罪的真理に立って内なる交わりがなされ、妥協無なき福音においてのみ伝道が励まるる教会に神の国は託されている。「懼るるな小さき群れよ。汝らに御国を賜うことは汝らの父の御心なり」（ルカ12:32）、われらは小さき群れたるを懼るる必要はない。ただこの小さき群れのうちに主の福音がはたして徹底的に生かされているかどうかを御前に顧みておそれなければならない。」（1930年9月28日信濃町教会献堂式）
「自分の福音的信仰は、戸山教会とともに進展して行ったといってよい。主の十字架の恩寵が究極の実在なることは、わかっていた。しかし十字架の恩恵に砕かれたるものが、必然に召命の生活に追いやられるとの真理は、戸山教会の教会生活の実践において初めて体験せしめられたものである。神の言葉と聖霊との必然関係の認識も、キリスト教を良心宗教として、終末的な真剣さにおいて体験することも、戸山教会に奉仕することによって許されたのである。」
彼はエミール・ブルンナー、フリードリヒ・ゴーガルテン、パウル・アルトハウス、カール・ハイムらの弁証法神学を福音的信仰と見なし、日本のエキュメニカル派の神学を大きく規定した。とはいえ、高倉徳太郎の主張がそのまま受け入れられているわけではない。

## 子孫・後継者

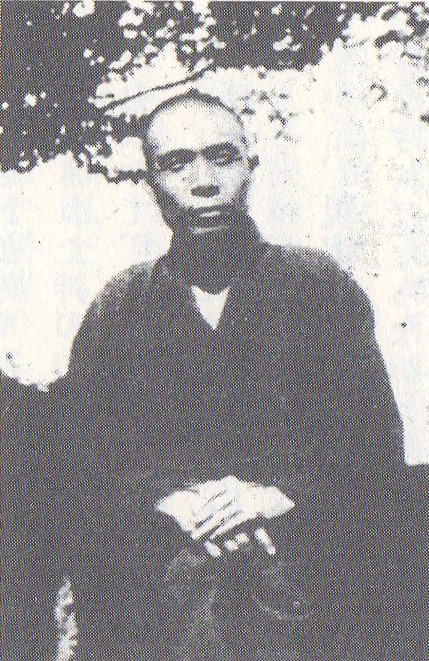
晩年の高倉徳太郎

長男の高倉徹は日本基督教団の牧師となった。信濃町教会の後任の牧会者は福田正俊牧師である。高倉牧師に師事した小塩力牧師が伝記を書いた。

## 著書
- 『恩寵の王国』聖書研鑽社 1912
- 『福音的基督教』 長崎書店 1927（新教出版社 1947）

## 伝記
- 『高倉徳太郎伝』小塩力 新教出版社 1954